# UN Women Nationales Komitee Schweiz
Das UN Women Nationale Komitee Schweiz wurde 1993 als Verein gegründet. Dieser ist politisch und konfessionell neutral, als gemeinnützig anerkannt und steuerbefreit. 2008 erfolgten eine Neuorganisation und die Eröffnung einer Geschäftsstelle. Die Direktion für Entwicklung und Zusammenarbeit gewährte eine befristete Anschubfinanzierung.

## Aufgaben/Auftrag
Der Verein bezweckt die Bestrebungen und Aktivitäten von UN Women in der Schweiz bekannt zu machen; die Schweizer Öffentlichkeit über die Situation der Frauen in Entwicklungsländern zu informieren und zu sensibilisieren; finanzielle Mittel zur Unterstützung ausgewählter Aktivitäten von UN Women zu beschaffen.

## Projekte
Das Komitee unterstützt Projekte mit dem Schwerpunktthema Bekämpfung der Gewalt an Frauen. Der Fokus liegt dabei auf den Bereichen: Häusliche Gewalt und Gewalt in Paarbeziehungen, sexuelle Gewalt, schädliche traditionelle Praktiken (z. B. weibliche Genitalverstümmelung), Frauenhandel, HIV/AIDS und Gewalt, Verbrechen an Frauen in Gewaltkonflikten, Gewalt an Frauen als Verletzung der Menschenrechte.
Zudem unterstützt der Verein die sieben Prinzipien zur Stärkung der Frauen in Wirtschaft und Gesellschaft (Women’s Empowerment Principles).

## Leitung
Caterina Meier-Pfister ist seit 2012 Geschäftsführerin. Sie löste Erika Linder Frauenfelder ab, die UN Women Schweiz von 2008 bis 2011 leitete. Die Geschäftsstelle führt die laufenden Geschäfte. Das Komitee ist das oberste Vereinsorgan und sorgt für die Wahrung des Vereinszweckes. Es besteht aus der Versammlung der Komiteemitglieder.